# Ray Fearon
Raymond "Ray" Fearon es un actor inglés, más conocido por haber interpretado a Nathan Harding en la serie Coronation Street.

## Biografía
Es hijo de padres antillanos, tiene 7 hermanos.
Ray salió con la actriz inglesa Jane Gurnett, la pareja tuvo una hija Rosa May Fearon, sin embargo se separaron.

## Carrera
En el 2001 prestó su voz para el personaje de Firenze el centauro, en la película Harry Potter and the Sorcerer's Stone.
En el 2002 se unió al elenco recurrente de la serie británica As If donde dio vida a Riggs, un productor musical, un hombre con quien Sasha Williams (Caroline Chikezie) tiene una aventura.
Ese mismo año interpretó a Paul Sharpe en un episodio de la serie policíaca The Bill, anteriormente había aparecido en la serie dos veces más interpretando a dos personajes distintos: a Dean Barnet en 1995 en el episodio "Skin Deep" y a Foley Marsh en 1997 durante el episodio "Crimes of a Lesser Passion".
El 1 de abril de 2005 se unió al elenco recurrente de la serie Coronation Street donde interpretó al mecánico Nathan Harding, hasta el 16 de julio de 2006.
En el 2006 participó en la cuarta temporada del programa de baile Strictly Come Dancing, su pareja fue la bailarina profesional Camilla Dallerup, fueron los sextos en ser eliminados quedando en el octavo lugar.
En el 2008se unió como personaje recurrente en la serie médica Doctors donde interpretó a Malcolm Tumelo un hombre que Julia Parson conoce durante sus vacaciones a España, anteriormente había aparecido por primera vez en la serie en 2003 donde interpretó al oficial Vernon Samuels durante el episodio "Alpha Male".
En el 2009 interpretó la canción "Stand by Me" en la película Lulu und Jimi.
En el 2014 se unió al elenco invitado de la popular serie Da Vinci's Demons donde interpreta a Carlo de' Medici el hijo ilegítimo de Cosme de Médici, hasta ahora.

## Filmografía

### Series de televisión
| Año         | Título                                 | Personaje          | Notas                              |
| ----------- | -------------------------------------- | ------------------ | ---------------------------------- |
| 2017        | Snatch                                 | Padre John         | 2 episodios                        |
| 2016        | New Blood                              | David Kumalah      | 2 episodios                        |
| 2014 - 2015 | Da Vinci's Demons                      | Carlo de' Medici   | 9 episodios                        |
| 2015        | Suspects                               | Gregor Forrester   | episodio # 3.3                     |
| 2013        | Moving On                              | Steve              | episodio "Fledgling"               |
| 2013        | National Theatre Live                  | Macduff            | episodio "Macbeth"                 |
| 2012        | Silk                                   | Roland Boyce       | episodio # 2.3                     |
| 2012        | Above Suspicion: Silent Scream         | Comte. Sam Power   | episodio # 1.1                     |
| 2011        | Death in Paradise                      | Curtis James       | episodio # 1.7                     |
| 2011        | Planet of the Apemen: Battle for Earth | Kalay              | episodio "Neanderthal" - miniserie |
| 2011        | Above Suspicion: Deadly Intent         | Det. Sam Power     | 2 episodios                        |
| 2010        | Raw                                    | Paul               | 3 episodios                        |
| 2009        | Missing                                | Karl Hughes        | episodio # 1.2                     |
| 2008        | Doctors                                | Malcolm Tumelo     | 19 episodios                       |
| 2005 - 2006 | Coronation Street                      | Nathan Harding     | 76 episodios                       |
| 2005        | Revelations                            | Benjamin           | episodio "Hour Three" - miniserie  |
| 2003        | Waking the Dead                        | Miles Patterson    | 3 episodios                        |
| 2003        | Keen Eddie                             | Georgie Pendergast | episodio "Black Like Me"           |
| 2002        | As If                                  | Riggs              | 10 episodios                       |
| 2002        | The Bill                               | Paul Sharpe        | episodio "021"                     |
| 2001        | EastEnders                             | Lennie             | 3 episodios                        |
| 1997        | Band of Gold                           | Paul               | 2 episodios                        |
| 1995        | Dressing for Breakfast                 | Steve              | episodio "Steve"                   |

### Películas
| Año  | Título                                | Personaje       | Notas |
| ---- | ------------------------------------- | --------------- | --- |
| 2023 | Barbie                                | Dan en el FBI   | junto a Margot Robbie, Ryan Gosling, America Ferrera, Kate McKinnon, Issa Rae, Rhea Perlman y Will Ferrell                                                                               |
| 2021 | The Protégé                           | Duquet          | junto a Maggie Q, Michael Keaton, Samuel L. Jackson, Robert Patrick, Patrick Malahide, David Rintoul, Ori Pfeffer, Florin Piersic, Jr., Tudor Chirilă, Velizar Binev y George Piștereanu |
| 2017 | The Foreigner                         | Richard Bromley | junto a Jackie Chan, Pierce Brosnan, Michael McElhatton, Charlie Murphy y Orla Brady |
| 2017 | Beauty and the Beast                  | Père Robert     | junto a Emma Watson, Dan Stevens, Luke Evans, Ewan McGregor, Ian McKellen y Emma Thompson                                                                                                |
| 2014 | The Hooligan Factory                  | Midnight        | junto a Jason Maza, Nick Nevern, Tom Burke, Steven O'Donnell, Morgan Watkins, Josef Altin y Leo Gregory                                                                                  |
| 2001 | Harry Potter and the Sorcerer's Stone | Firenze         | junto a Rupert Grint, Emma Watson, Daniel Radcliffe, Richard Harris y Maggie Smith |

### Apariciones
| Año  | Programa              | Notas       |
| ---- | --------------------- | ----------- |
| 2006 | Strictly Come Dancing | Concursante |

### Teatro
| Año         | Obra                   | Personaje    | Director (a)         | Teatro                 | Notas                                                                |
| ----------- | ---------------------- | ------------ | -------------------- | ---------------------- | -------------------------------------------------------------------- |
| 2012        | Julius Caesar          | Mark Anthony | -                    | -                      | junto a Paterson Joseph                                              |
| 2007        | The Soldier's Fortune  | -            | David Lan            | Young Vic Theatre      | junto a David Bamber, Anne-Marie Duff y Oliver Ford Davies           |
| 2000        | Don Carlos             | -            | Gale Edwards         | The Pit Theatre        | junto a John Woodvine, Rupert Penry-Jones y Josette Simon            |
| 1999        | Othello                | -            | Michael Attenborough | Barbican Theatre       | junto a Richard McCabe, Richard Cordery y Henry Ian Cusick           |
| 1996        | Troilus and Cressida   | Paris        | Ian Judge            | -                      | junto a Joseph Fiennes, Paul Ritter, Colin Farrell y Richard Dillane |
| 1996        | The White Devil        | -            | Gale Edwards         | Swan Theatre           | junto a Jane Gurnett, Richard McCabe y Adam Godley                   |
| 1995        | Venice Preserved       | -            | Ian McDiarmid        | Almeida Theatre        | junto a John Woodvine, Alice Krige y Richard Mayes                   |
| 1993 - 1994 | The Merchant of Venice | -            | David Thacker        | Royal S. Theatre       | junto a David Calder, Penny Downie, Owen Teale y Mark Lewis Jones    |
| 1992        | Love's Labour's Lost   | -            | James Macdonald      | Royal Exchange Theatre | junto a Linus Roache, Meredith Davies y David Ross                   |